# Trigonopterus aeneus

Trigonopterus aeneus  (лат.) — вид жуков-долгоносиков рода Trigonopterus из подсемейства Cryptorhynchinae (Curculionidae). Встречаются на острове Новая Гвинея (Simbu Prov., Haia: 915–1090 м).

## Описание
Мелкие нелетающие жуки-долгоносики, длина от 1,63 до 1,91 мм; в основном чёрного цвета с бронзовым отливом (усики и лапки буроватые). Глаза мелкие. Крылья отсутствуют. Рострум укороченный, в состоянии покоя не достигает середины средних тазиков. Надкрылья с 9 бороздками. Коготки лапок мелкие. В более ранних работах упоминался как «Trigonopterus sp. 267»
Вид был обнаружен в подстилочном слое в первичном тропическом лесу. Впервые описан в 2013 году немецким колеоптерологом Александром Риделем (Alexander Riedel; Museum of Natural History Karlsruhe, Карлсруэ, Германия), совместно с энтомологами Катайо Сагата (Katayo Sagata; Papua New Guinea Institute for Biological research (PNG-IBR), Goroka, Папуа Новая Гвинея), Суриани Сурбакти (Suriani Surbakti; Jurusan Biology, FMIPA-Universitas Cendrawasih, Kampus Baru, Джаяпура, Папуа, Индонезия), Рене Тэнзлером (Rene Tänzler; Zoological State Collection, Мюнхен) и Майклом Бальке (Michael Balke; GeoBioCenter, Ludwig-Maximilians-University, Мюнхен, Германия), осуществившими ревизию фауны жуков рода Trigonopterus на острове Новая Гвинея.
Trigonopterus aeneus вместе с видами Trigonopterus aeneipennis, Trigonopterus infatus, Trigonopterus myops, Trigonopterus parvulus, Trigonopterus striatus, Trigonopterus oblitus и Trigonopterus vossi образует подрод Mimidotasia Voss. Для этой группы характерны следующие признаки: задние бёдра без стридуляторного органа в предвершинной части, эдеагус обычно с асимметричной вершиной, припочвенные условия обитания.